# بنسون، شهرستان هارفورد، مریلند
بنسون، مریلند (به انگلیسی: Benson, Maryland) یک محدوده ثبت‌نشده در ایالات متحده آمریکا است که در شهرستان هارفورد، ایالت مریلند است. بنسون اداره پستی با کد پستی ۲۱۰۱۸ دارد.